# Го Шоу-Дзин (лунный кратер)
Кратер Го Шоу-Дзин (лат. Kuo Shou Ching) — крупный молодой ударный кратер в экваториальной области обратной стороны Луны. Название присвоено в честь китайского астронома и математика Го Шоуцзина (1231—1316) и утверждено Международным астрономическим союзом в 1970 г. Образование кратера относится к позднеимбрийскому периоду.

## Описание кратера
Ближайшими соседями кратера являются кратер Артемьев на западе-северо-западе, кратер Кекуле на севере-северо-западе, кратер Пойнтинг на севере-северо-востоке, кратер Григг на северо-востоке, огромный кратер Герцшпрунг на юго-востоке, а также кратер Чосер на юго-западе. Селенографические координаты центра кратера 8°06′ с. ш. 134°40′ з. д. / 8,1° с. ш. 134,66° з. д., диаметр 33,5 км, глубина 2,1 км.
Кратер имеет овальную форму с большой осью ориентированной в направлении север-юг, кромка вала четко очерчена, практически не разрушен. Внутренний склон гладкий. Средняя высота вала кратера над окружающей местностью 960 м, объем кратера составляет приблизительно 820 км³. Дно чаши кратера плоское, отмечено несколькими мелкими кратерами, в юго-восточной части чаши расположен небольшой хребет.

## Сателлитные кратеры
Отсутствуют.